# Benjamin Renner
Pour les articles homonymes, voir Renner.
Benjamin Renner, né le 14 novembre 1983, est un animateur et réalisateur français de films d'animation. Il a également utilisé le pseudonyme Reineke.
Il a remporté deux fois le César du meilleur film d'animation, pour Ernest et Célestine et Le Grand Méchant Renard et autres contes....

## Biographie
Benjamin Renner est né en 1983. Après un bac S au lycée Jean Monnet de La Queue-les-Yvelines[réf. nécessaire], Benjamin Renner fréquente une classe préparatoire aux écoles d'art, puis intègre les Beaux-arts d'Angoulême dont il ressort avec un DNAP de bande dessinée. Il entre ensuite dans l'école d'animation La Poudrière, à la Cartoucherie de Bourg-lès-Valence. Il y réalise ses courts métrages d'animation, dont son film de fin d'études, La Queue de la souris, en 2007, dans lequel une souris est capturée par un lion et doit argumenter pour le convaincre de la laisser en vie. À sa sortie de l'école, Renner est engagé pour un projet de long métrage d'animation dans la série d'albums pour la jeunesse Ernest et Célestine de Gabrielle Vincent, pour lequel il travaille d'abord comme directeur artistique. Puis le producteur Didier Brunner lui propose de passer à la réalisation en travaillant avec deux animateurs plus expérimentés, Vincent Patar et Stéphane Aubier. Benjamin Renner coréalise ainsi avec eux Ernest et Célestine. 
Parallèlement à l'animation, Benjamin Renner crée sous le pseudonyme Reineke un blog en bande dessinée en 2008, qui sera sélectionné pour le prix Révélation blog en 2009. De cet univers seront tirés deux albums : Un bébé à livrer, paru chez Vraoum! en 2011, et Le Grand Méchant Renard, paru en 2015 chez Delcourt. Ces récits seront ensuite déclinés en un long-métrage d'animation sorti en 2017, Le Grand Méchant Renard et autres contes..., réalisé par Benjamin Renner et Patrick Imbert.

## Filmographie
- 2006 : Le Corbeau voulant imiter l'aigle (court métrage)
- 2006 : Le Plus Gros Président du monde (court métrage)
- 2007 : La Queue de la souris (court métrage)
- 2012 : Ernest et Célestine de Benjamin Renner, Vincent Patar et Stéphane Aubier (long métrage)
- 2015 : Gus, petit oiseau grand voyageur (Développement Visuel) (long métrage)
- 2017 : Le Grand Méchant Renard et autres contes... de Benjamin Renner et Patrick Imbert (film omnibus composé de trois courts métrages)
- 2023 : Migration
- 2025 : Évangile (Gospel)

## Bandes dessinées
- 2011 : Un bébé à livrer (sous le pseudonyme Reineke), éd. Vraoum!  (ISBN 978-2915920550)
- 2015 : Le Grand Méchant Renard, éd. Delcourt 2015  (ISBN 978-2-7560-5124-6)

## Distinctions

### Cinéma

#### Récompenses
- Cinekid Festival 2011 : prix Cinekid pour Ernest et Célestine
- Festival de Cannes 2012 : mention spéciale SACD dans le cadre de la Quinzaine des réalisateurs pour Ernest et Célestine
- Festival du film de Sarlat 2012 : prix du jury jeune du meilleur film pour Ernest et Célestine
- Mon premier festival de Paris 2012 : prix du public pour Ernest et Célestine[6]
- Festival international du film de Dubaï 2012 : prix Muhr et Prix du public pour Ernest et Célestine
- Festival du film de la jeunesse de Bellinzone 2012 : prix du meilleur film du jury "fuori le mura" pour Ernest et Célestine[7]
- César du cinéma 2013 : meilleur film d'animation pour Ernest et Célestine[8]
- Festival international du film d'animation de Stuttgart 2013 : prix du meilleur long métrage d'animation pour Ernest et Célestine[9]
- Festival international du film de Seattle 2013 : grand prix du jury « Films4Families » pour Ernest et Célestine
- Festival international du film pour enfants d'Inde : éléphant d'or du meilleur film d'animation pour Ernest et Célestine[10]
- Magritte du cinéma 2014 en Belgique : meilleur film et meilleur réalisateur pour Ernest et Célestine[11].
- Césars du cinéma 2018 : meilleur long-métrage d'animation pour Le Grand Méchant Renard et autres contes...

#### Nominations et sélections
- Festival du film de Los Angeles 2013 : sélection pour Ernest et Célestine
- Festival du film de Sundance 2014 : sélection « Sundance Kids » pour Ernest et Célestine
- Grand prix de l'Union de la critique de cinéma 2013 : nomination pour Ernest et Célestine
- nommé aux Oscars du cinéma 2014 : meilleur film d'animation pour Ernest et Célestine
- Satellite Awards 2014 : meilleur film d'animation pour Ernest et Célestine
- Annie Awards 2018 : le film Le grand méchant renard et autres contes est nommé dans trois catégories, dont celle de la meilleure réalisation.

### Bande dessinée
- 2013 : Prix de la SACD « Nouveau Talent Animation »
- 2015
  - Prix Tour d'ivoire [Prix du festival de BD de Tours] pour Le Grand Méchant Renard
  - Grand prix des lecteurs du Journal de Mickey
- 2016 
  - Prix de la BD Fnac pour Le Grand Méchant Renard
  - Prix Jeunesse du festival d'Angoulême pour Le Grand Méchant Renard[12]
  - prix du festival Du vent dans les BD en 2016, catégorie jeunes, pour Le Grand Méchant Renard[13].